# エリック・アイドル
エリック・アイドル（英: Eric Idle、1943年3月29日 - ）は、イギリスのコメディアンでミュージシャン。コメディグループのモンティ・パイソンのメンバー。

## 経歴

### 生い立ち
1943年にイングランドのサウス・シールズに生まれた。アイドルの父は英国空軍の軍人だったが、アイドルが2歳のときのクリスマス・イブに交通事故で死去する。その後アイドルは親戚などに預けられ、7歳から大学入学までの12年間、王立の全寮制学校で暮らす。学校は厳格で強制収容所のようだったらしく、アイドルはあまりいい印象を持っていない。
ケンブリッジ大学へ入学し、英文学を専攻する。その年、1963年にケンブリッジ大学のコメディ・サークル『ケンブリッジ・フットライツ』へ入り、後には代表まで務めた。代表時代には、女人禁制制度を廃止し、女性メンバーの加入を正式に認めるなど、数々の改革を行った。大学を卒業後は、キャバレーでの下積みを経て、ラジオやTVの台本の執筆をするようになる。1967年には子供番組『ドゥ・ノット・アジャスト・ユア・セット』に参加。後のパイソンメンバーであるマイケル・ペイリン、テリー・ジョーンズらと組んだ。

### モンティ・パイソン
1969年、アイドルは他の5人のメンバーと共にモンティ・パイソンを結成し、BBCにてTVシリーズ『空飛ぶモンティ・パイソン』の放送が開始された。パイソンの中でのアイドルは一匹狼であり、一人で台本を執筆するのが特徴であった。大学時代に英文学を学んでいたこともあり、「しゃべり」重視の、言葉遊びやワンライナー・ジョークをテンポよく織り交ぜた短いスケッチを多く書いた。また、ミュージシャンでもあるアイドルは、訛りなどのクセのあるしゃべりかたの物まねがうまく、数々の有名人をネタにしたキャラクターを演じている。代表的な出演スケッチに「ナッジ・ナッジ（ちょんちょん、このお！）」「マネー・プログラム」「アナグラムでしゃべる男」「旅行代理店」などがある。その後のパイソン映画にも出演した。
アイドルはビジネスにも長けており、パイソン・レコードやパイソン本の類の考案者はアイドルである。
またアイドルは、パイソンの音楽面でも一役買っていた。彼が作詞、作曲して歌った『ライフ・オブ・ブライアン』のエンディング曲「Always Look on the Bright Side of Life』はヒットを記録したほか、「銀河系の歌」「エリック・ザ・ハーフ・ア・ビー」（英: Eric the Half-a-Bee）などの名曲がある。アイドルは、パイソン関連のレコードで数多くの楽曲を発表している。
スケッチ中では長身のジョン・クリーズ（196cm）やグレアム・チャップマン（188cm）と写っている印象で小柄という印象が強いが、彼自身も183cmとそれなりに長身である。

### パイソン後の活動
パイソンの終了後は、当時アイドルが制作していたラジオ番組『ラジオ・ファイブ・オン・ラジオ・ワン』がTV番組化され、『ラトランド・ウィークエンド・テレビジョン』として放送。元ボンゾ・ドッグ・バンドのメンバーであるニール・イネスと制作したこの番組は、セットが天気予報並みという低予算ながら好評を博した。
ザ・ビートルズのパロディバンドであるザ・ラトルズ（The Rutles）のメンバーでもある。実際アイドルにはビートルズと交友関係があり、映画『ライフ・オブ・ブライアン』はジョージ・ハリスンの出資によって完成している。
また、SFコメディ小説も書いている。1993年にリック・モラニス、バーバラ・ハーシー、ジョン・クリーズ、キャサリン・ゼタ＝ジョーンズらと共演した『相続王座決定戦』では脚本・主題歌・製作総指揮も担当している。
1995年に出演したクリスティーナ・リッチ主演の『キャスパー』では、悪女とその弁護士という設定でキャシー・モリアーティと嫌味なコンビを演じ、製作総指揮のスティーヴン・スピルバーグから大絶賛された。ロビン・ウィリアムズやスティーヴ・マーティンなどと親交がある。現在はアメリカ合衆国に在住し、米人気アニメの『ザ・シンプソンズ』において声優としても活躍している。
2012年ロンドンオリンピックの閉会式で『Always Look on the Bright Side of Life』を披露した。

### 来日
2011年8月にアイドル自身が脚本を務めた『スパマロット』の日本公演が決定し、初来日を果たす。駐日英国大使館で執り行われた公演の記者会見では駐日英国大使や日本版の出演者ユースケ・サンタマリアや池田成志らと共に登壇。コメディアンらしくジョークを飛ばしつつも、東日本大震災にも配慮したシリアスなコメントも残している。また、『Always Look on the Bright Side of Life』を日本語で披露したり、公演の宣伝のために同舞台出演者のユースケ・サンタマリアと共演したCMや、タモリ司会の『笑っていいとも!』にゲスト出演した。

## 主な出演作品

ギターを持つアイドル。パイソンズ時代からミュージシャンとしての一面も見せていた

### テレビ
- ドゥ・ノット・アジャスト・ユア・セット Do Not Adjust Your Set（1967年 - 1969年） - DVD題「モンティ・パイソン・レアリティーズ ドゥ・ノット・アジャスト・ユア・セット」
- 空飛ぶモンティ・パイソン Monty Python's Flying Circus（1969年 - 1974年）
- ラトランド・ウィークエンド・テレビジョン Rutland Weekend Television（1975年）
- オール・ユー・ニード・イズ・キャッシュ All You Need Is Cash（1978年）
- フェアリーテール・シアター Faerie Tale Theatre（1982年）監督・ナレーション・出演
- ミカド The Mikado（1987年）

### 映画
- モンティ・パイソン・アンド・ナウ And Now for Something Completely Different（1971年） - 兼脚本
- モンティ・パイソン・アンド・ホーリー・グレイル Monty Python and Holy Grail（1975年） - 兼脚本
- モンティ･パイソン/ライフ・オブ・ブライアン Life of Brian（1979年） - 兼脚本
- モンティ・パイソン・ライブ・アット・ザ・ハリウッド・ボウル Monty Python Live at the Hollywood Bowl（1982年） - 兼脚本
- モンティ・パイソン/人生狂騒曲 The Meaning of Life（1983年） - 兼脚本
- ナショナル・ランプーンズ／ヨーロピアン・バケーション European Vacation（1985年）
- バロン The Adventure of Baron Munchausen（1988年）
- ナンズ・オンザ・ラン　走れ！ 尼さん Nuns on the Run（1990年）
- ストレンジ・ピープル Too Much Sun（1991年）
- スペース・エイド Mom and Dad Save the World（1992年）
- 相続王座決定戦 Splitting Heirs（1993年） - 兼脚本・主題歌・製作総指揮
- キャスパー Casper（1995年）
- The Wind in the Willows（1996年）
- アラン・スミシー・フィルム An Alan Smithee Film:Burn Hollywood Burn（1997年）
- 魔法の剣 キャメロット Quest for Camelot（1998年）
- ダドリーの大冒険 Dudley Do-Right（1999年）
- 102 102 Dalmatians（2002年） - 声の出演
- ピノッキオ Pinocchio（2002年） - 英語版の声の出演
- ハリウッド的殺人事件 Hollywood Homicide（2003年）
- アン・ハサウェイ 魔法の国のプリンセス Ella Enchanted（2004年） - 声の出演
- モンティ・パイソン ノット・ザ・メシア Not the Messiah (He's a Very Naughty Boy)（2010年） - 兼脚本
- ミラクル・ニール! Absolutely Anything（2015年） - 声の出演

### アニメ映画
- トランスフォーマー ザ・ムービー The Transformers: The Movie（1986年）
- サウスパーク/無修正映画版 South Park: Bigger, Longer & Uncut（1999年）
- シュレック3 Shrek the Third（2007年）

### テレビアニメ
- ピンキー&ブレイン Pinky and the Brain（1998年）
- ヘラクレス Hercules（1998年 - 1999年）
- リセス 〜ぼくらの休み時間〜 Recess（1998年 - 1999年）
- スペース・レンジャー バズ・ライトイヤー Buzz Lightyear of Star Command（2000年）
- ハウス・オブ・マウス House of Mouse（2001年 - 2002年）
- ザ・シンプソンズ The Simpsons（2003年 - 2004年、2007年）
- スーパー・ロボット・モンキー・チーム・ハイパーフォース GO! Super Robot Monkey Team Hyperforce Go!（2004年 - 2005年）

### その他
- ミクロ・オーディエンス Honey, I Shrunk the Audience!（1994年 - ）

ウォルト・ディズニー・ワールド・リゾートなどにあるアトラクションのムービーに出演している。東京ディズニーランドでは『ミクロアドベンチャー!』の名称となっている。